# Multiplicateur de Kahn
Le multiplicateur de Kahn (ou multiplicateur d'emploi) est un effet multiplicateur économique selon lequel une création d'emploi génère une dépense qui elle-même permet de créer plus d'emplois et de richesses. Il s'agit d'un prédécesseur du multiplicateur keynesien. Il est nommé d'après Richard Kahn.

## Concept
Enseignant-chercheur à l'université de Cambridge, Richard Kahn évolue dans des cercles cambridgiens hétérodoxes. Partenaire de travail de John Maynard Keynes et de Joan Robinson, il réfléchit au lien entre la dépense publique et le PIB. Dans un article de 1931, « La Relation de l'investissement domestique au chômage », il aboutit à un concept de multiplicateur, selon lequel une dépense d'une somme x donne lieu à la génération de richesses supérieure à x par le biais de l'emploi.
Kahn établit une distinction entre les emplois primaires et secondaires. Les premiers sont créés par l'investissement nouveau, et les secondes, par les dépenses courantes des salariés. Chaque emploi nouvellement créé provoque une hausse de la consommation (des dépenses), ce qui incite les entreprises à embaucher pour produire plus. Kahn met ainsi en place un cumulateur d'emplois, qui lie la dépense à l'emploi, et l'emploi à la dépense. Cet effet multiplicateur est par conséquent parfois appelé « multiplicateur d'emploi ».

## Postérité
Le multiplicateur d'emploi de Kahn trouve un écho particulier chez son collègue et mentor, Keynes. Il réutilise et réadapte le concept sous la forme du multiplicateur keynésien. Il écrit, dans la Théorie générale de l'emploi, de l'intérêt et de la monnaie : « Le multiplicateur de M. Kahn [...] mesure le taux d'accroissement de l'emploi total qui est associé à un accroissement donné d'emploi primaire dans les industries où l'on investit ».